# Poisson squaw du Colorado
Ptychocheilus lucius
Espèce
Statut de conservation UICN

 VU : Vulnérable
Le Poisson squaw du Colorado (Ptychocheilus lucius) est une espèce de poissons actinoptérygiens de la famille des Leuciscidae.

## Description

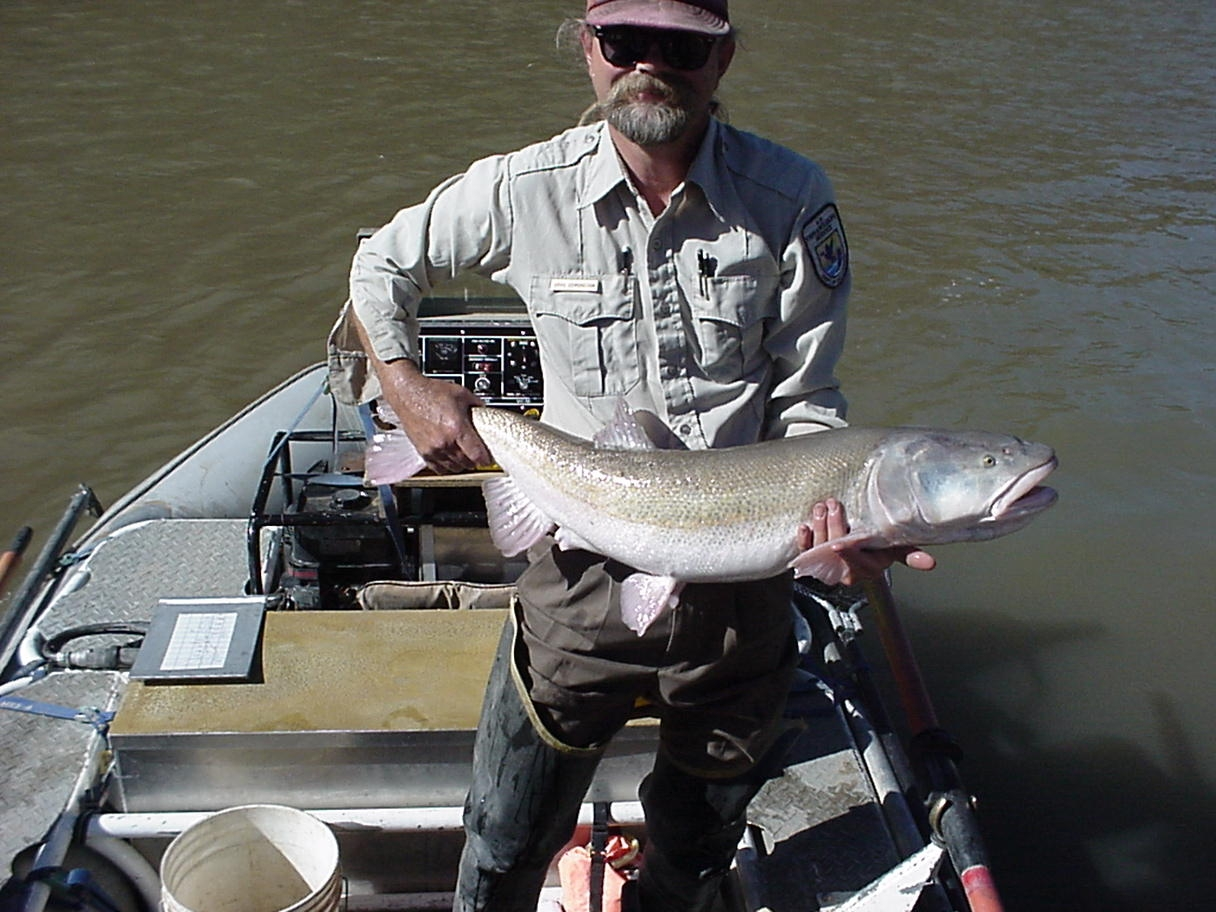
Un spécimen tenu en main par le biologiste Doug Osmundsen, pêché ici près de Grand Junction.

Ce cypriniforme mesure en moyenne 52,5 cm de long et peut atteindre 180 cm. Il s'agit du plus grand représentant de son ordre en Amérique du Nord.

## Aire de répartition
Ce poisson d'eau douce est endémique du bassin du Colorado. Il est historiquement présent dans les États américains d'Arizona, de Californie, du Colorado, du Nevada, du Nouveau-Mexique, d'Utah et du Wyoming, ainsi qu'au Mexique.
Extirpé d'une grande partie de son aire de répartition, il est surtout présent aujourd'hui au Colorado et en Utah.

## Le Poisson squaw du Colorado et l'Homme
Le Poisson squaw du Colorado est considéré comme une « espèce vulnérable » par la liste rouge de l'UICN.

## Dénomination
Le nom vulgaire attesté en français est « Poisson squaw du Colorado ».

## Taxonomie

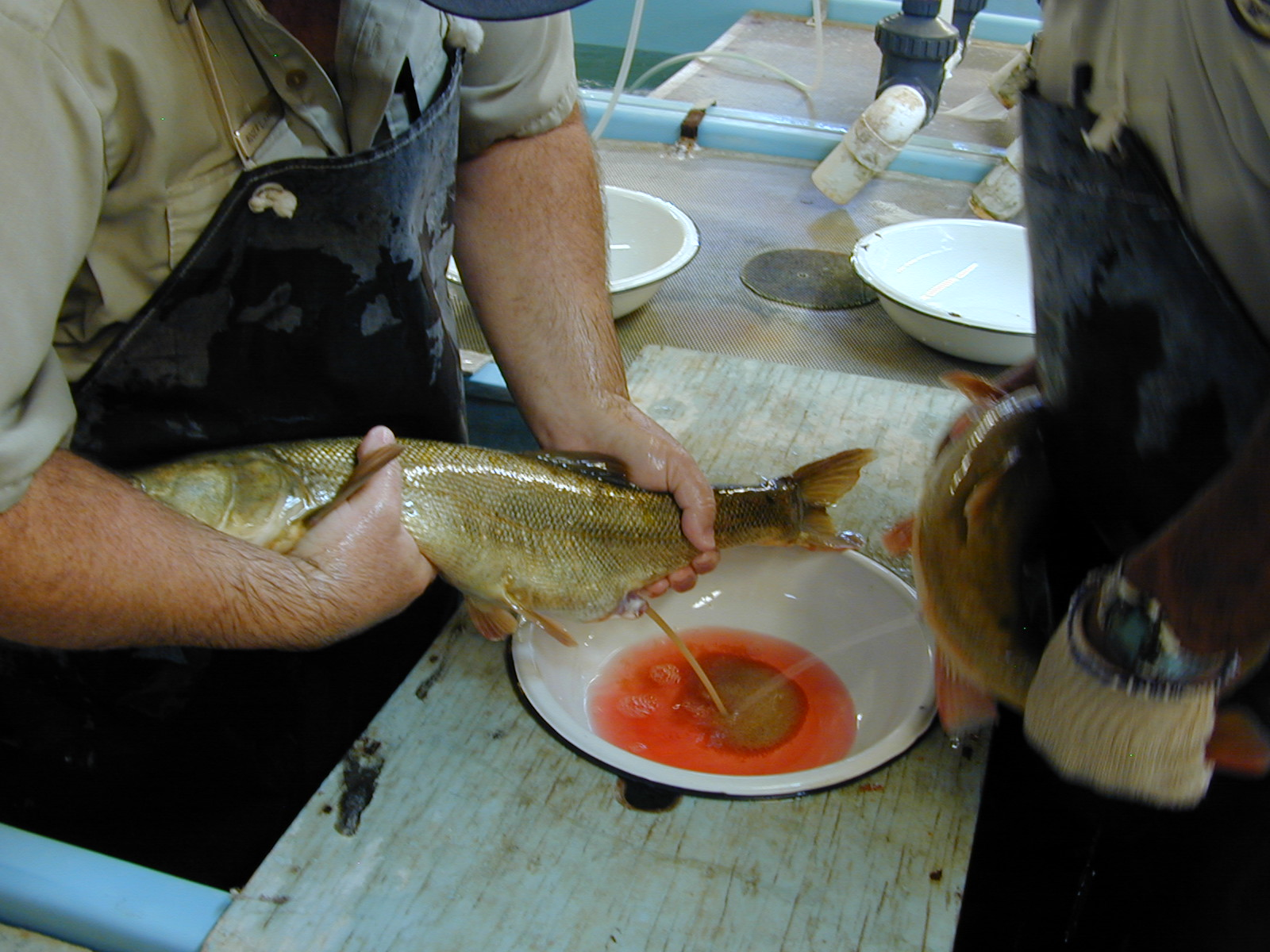
Deux spécimens dont on extrait manuellement les œufs à la Dexter National Fish Hatchery, une écloserie de poissons du Nouveau-Mexique.

Cette espèce a été décrite en 1856 par le zoologiste français Charles Frédéric Girard.

## Étymologie
L'épithète spécifique, du latin lucius, « brochet », fait référence à la forme générale de ce poisson.

## Publication originale
- (en) Charles Frédéric Girard, « Researches upon the cyprinoid species inhabiting the fresh waters of the United States west of the Mississippi valley, from specimens in the museum of the Smithsonian Institution », Proceedings of the Academy of Natural Sciences of Philadelphia, Philadelphie, Académie des sciences naturelles, vol. VIII,‎ 1856, p. 165-213 (lire en ligne, consulté le 22 mars 2024). Protologue de Ptychocheilus lucius.